# Wallada bint al-Mustakfi
Wallada bint al-Mustakfi (en arabe ولادة بنت المستكف), dite simplement Wallada et surnommée « la Sappho arabe », est née à Cordoue en 994 et morte le 26 mars 1091 dans la même ville. Fille du calife omeyyade Mohammed III, elle est une célèbre poétesse andalouse, dont la liaison avec le lettré Ibn Zeydoun est restée fameuse.

## Biographie

### Jeunesse
Son enfance et sa jeunesse se passent dans une période de troubles et de guerre civile en al-Andalus, qui surviennent après la mort du grand vizir Almanzor en 1002 et qui marquent l’agonie du Califat de Cordoue. Son père est assassiné en 1025 à Uclès, ne laissant derrière lui aucun héritier masculin, ce qui ne fait qu’encourager chaque wali à se proclamer émir, et ouvrir ainsi la première période des taïfas.

### Poétesse controversée
Wallada semble n'avoir subi aucune mesure répressive à l'avènement de la dynastie des Bani Jawhar à Cordoue. Elle garde son statut de princesse et continue à organiser chez elle des salons littéraires « Majaliss Al Adab », où se rencontrent poètes, philosophes et artistes. Elle se consacre également à l'instruction des filles de bonne famille.
Sa poésie est reconnue comme aussi fine et douce qu'elle l'était elle-même. D'après les récits historiques, elle portait une robe sur laquelle étaient brodés en or des vers d’amour. Elle prenait part aux joutes de poésie en exprimant ses sentiments avec grande liberté et audace, ce qui lui a valu de nombreuses critiques. Elle a aussi eu de nombreux défenseurs de son honnêteté, comme Ibn Hazm, auteur du Collier de la colombe, et le vizir Ibn Abdus, son éternel protecteur, apparemment resté à ses côtés jusqu'à son décès.
Sa liaison avec la poétesse andalouse Mohja Al Kortoubiya est connue à travers plusieurs poèmes, aujourd'hui perdus car les copistes et les auteurs postérieurs refusaient d'écrire ou de citer ces vers licencieux, qui décrivaient des relations saphiques, lui valant le surnom de « Sappho arabe ».

### Liaison avec Ibn Zeydoun
Mais Wallada est restée dans les mémoires pour son histoire d'amour tapageuse avec Ibn Zeydoun. C’est à l’occasion d’une des soirées de compétitions poétiques qu’elle le rencontra. Leur liaison défraye la chronique dans la Cordoue du XIe siècle. Sur cette relation, ils composent huit des neuf poèmes qui nous sont parvenus, dans lesquels ils expriment leur désir de retrouver l’amant aimé, puis la déception, la douleur et le reproche à la suite de leur séparation brutale. Ibn Zeydoun continuera à écrire à son amour perdu, qu'il ne pourra pourtant jamais plus revoir. 

### Quatrain de Wallada
| أَنَا وَاللهِ أَصْلُحُ لِلْمَعَالِي | 'ana wallh 'asluh lilmaeali    | Grâce à Dieu, je suis pourvue d'une haute condition, |
| وَأَمْشِي مِشْيَتِي وَأَتِيهُ تِيها | wa'amshi mishyati wa'atih tiha | Je suis ma voie avec fierté.                         |
| أُمْكِنُ عَاشِقِي مِنْ صَحْنِ خَدّي  | umkin eashiqi min sahn khaddy  | Si j'accorde à mon aimé de me baiser la joue,        |
| وَأُعْطِي قُبْلَتِي مَنْ يَشْتَهِيها | wa'ueti qublati man yashtahiha | Pour autant, je donne mon baiser à qui le désire.    |

### Décès de Wallada
Wallada serait décédée vers l'âge de 100 ans en 1091 *, selon certains, le jour même de l’entrée des Almoravides à Cordoue, soit environ vingt ans après la mort d'Ibn Zeydoun.